# Euthalia apama
Euthalia apama är en fjärilsart som beskrevs av Hans Fruhstorfer 1913. Euthalia apama ingår i släktet Euthalia och familjen praktfjärilar. Inga underarter finns listade i Catalogue of Life.